# 徐桐
徐桐（1819年—1900年），字豫如，号廕軒，清末守舊派官僚。漢軍正藍旗人，尚書徐澤醇之子。道光三十年（1850年）進士出身，官至體仁閣大學士。
徐桐是保守派人物之一，固守理學，極端愛清愛國，對西方文化技術不屑一顧，光緒時身居高位，讒言慈禧力挺義和團等民粹運動，其子徐承煜也很排外，但私下好玩洋物。庚子事變時，徐桐家反遭到拳民掠奪，大受羞辱。北京陷落後，受兒子建議，懸樑自殺，以免被聯軍與慈禧追究。著有《治平宝鉴》。

## 生平
徐桐為道光三十年（1850年）進士，選庶吉士，任翰林院檢討，實錄館協修等職。坐修改中卷乾磨勘，罷職。咸豐十年（1860年），特賞檢討。
同治帝登位後，在上書房行走。任太常寺卿、內閣學士、禮部右侍郎、禮部尚書、吏部尚書、協辦大學士、體仁閣大學士等職。
光緒二十五年（己亥年）十二月二十四日（1900年1月24日），慈禧太后企圖为光绪皇帝收繼義子溥儁的己亥立储事件，徐桐力主支持，其实幕後为劉豫師之谋划。
徐桐治理學，敵視西洋文化。徐桐府邸位于东交民巷，他厭惡與洋人為鄰，署其門聯曰：“望洋興嘆，與鬼為鄰。”徐桐主张借义和团排外，支持慈禧太后对外宣战，奏請慈禧太后下詔「無論何省何地，見有洋人在境，徑聽百姓殲除」。亦信陰門陣。
但義和團進據北京期間，徐宅被拳民搶掠，他本人更被拳民拖出公審，此時已八十歲的徐桐要跪地苦苦哀求才避過虐待。八国联军攻入北京后，徐桐懸樑自缢。
其三子刑部左侍郎徐承煜亦爲主戰派，慈禧太后處死主和五大臣時任監斬官。徐桐自盡後，徐承煜埋其屍於後院。而徐家婦女由幾歲至八十多歲集體自殺。後徐承煜為日軍捕獲，被清廷處死。《辛丑條約》簽訂後，慈禧太后按約懲辦主戰大臣，褫徐桐職務，剝奪卹典，隨即論罪棄市，以其先死免於追究。徐桐六子徐仁昭和八子徐忠昭逃往易州白楊村居住，民國初前綏遠將軍貽穀亦投靠徐家在此居住。
徐桐府邸位于今东城区东交民巷与台基厂大街相交处的东南角。八国联军攻入北京，府邸为比利时使馆占用，现为国家机关事务管理局紫金服务中心。
曾收藏宋徽宗舊藏的古琴「春雷」。

## 延伸阅读
[在维基数据编辑]
 《清史稿·卷465》，出自趙爾巽《清史稿》

## 外部連結
- 徐桐 （页面存档备份，存于） 中研院史語所

| 官衔          | 官衔                                                                               | 官衔          |
| ------------- | ---------------------------------------------------------------------------------- | ------------- |
| 前任： 萬青藜 | 禮部漢尚書 光緒四年五月戊辰－光緒十年三月庚寅 （1878年6月19日－1884年4月10日）     | 繼任： 畢道遠 |
| 前任： 李鴻藻 | 吏部漢尚書 光緒十年三月庚寅－光緒二十二年十月己丑 （1884年4月10日－1896年12月2日） | 繼任： 李鴻藻 |